# Stadtsteinach
Stadtsteinach (ⓘ) ist eine Stadt im oberfränkischen Landkreis Kulmbach in Bayern.
Der Hauptort ist Sitz der Verwaltungsgemeinschaft Stadtsteinach und ein staatlich anerkannter Erholungsort. Nach dem Landesentwicklungsplan für Bayern hat die Gemeinde den Status eines Unterzentrums. Stadtsteinach war die Kreisstadt des am 1. Juli 1972 aufgelösten Landkreises Stadtsteinach.

## Geographie

### Geographische Lage
Stadtsteinach liegt im nordöstlichen Oberfranken im Naturpark Frankenwald. Durch das Gemeindegebiet fließt die Untere Steinach.

### Nachbargemeinden
Nachbargemeinden sind Untersteinach, Guttenberg, Grafengehaig, Presseck, Rugendorf und Kulmbach.

### Gemeindegliederung
Es gibt 27 Gemeindeteile (in Klammern ist der Siedlungstyp angegeben):
- Bergleshof (Einöde)
- Birken große (Einöde)
- Birken kleine (Einöde)
- Deckenreuth (Weiler)
- Deinhardsmühle (Einöde)
- Eisenberg (Einöde)
- Forkel (Einöde)
- Frankenreuth (Weiler)
- Gründlein (Einöde)
- Hammermühle (Weiler)
- Hochofen (Weiler)
- Höfles (Einöde)
- Mittelhammer (Einöde)
- Oberhammer (Einöde)
- Oberzaubach (Dorf)
- Osenbaum (Einöde)
- Petschen (Einöde)
- Römersreuth (Dorf)
- Schwand (Dorf)
- Schwärzleinsdorf (Weiler)
- Silberklippe (Einöde)
- Stadtsteinach (Hauptort)
- Triebenreuth (Dorf)
- Unterzaubach (Dorf)
- Vogtendorf (Weiler)
- Vorderreuth (Dorf)
- Ziegelhütte (Dorf)

Es gibt auf dem Gemeindegebiet die Gemarkungen Schwand (Gemarkungsteil 1), Stadtsteinach, Stadtsteinacher Forst, Triebenreuth, Vogtendorf und Zaubach. Die Gemarkung Stadtsteinach hat eine Fläche von 13,415 km². Sie ist in 3118 Flurstücke aufgeteilt, die eine durchschnittliche Flurstücksfläche von 4302 m² haben. In ihr liegen neben dem namensgebenden Ort die Gemeindeteile Bergleshof, Deinhardsmühle, Hammermühle, Hochofen, Mittelhammer, Oberhammer und Ziegelhütte.

## Geschichte

### Bis zur Gemeindegründung
Am 8. Juli 1151 wurde der Ort als „Steinaha“ erstmals urkundlich erwähnt. Benannt wurde der Ort nach dem Fluss Steinach, später mit dem Zusatz „Ober-“ bzw. „Stadt-“ zur Unterscheidung von anderen Orten gleichen Namens. Mit der Burg Nordeck ging der Ort von den Grafen von Henneberg in den Besitz des Hochstifts Bamberg unter Eberhard II. von Otelingen über. Stadtsteinach gehörte seit dieser Zeit für über 650 Jahre zum Hochstift Bamberg, das ab 1500 im Fränkischen Reichskreis lag, und war ab 1525 nach Zerstörung der Burg Verwaltungssitz. In der ersten Hälfte des 14. Jahrhunderts wurde Steinach zur Stadt erhoben. Mehrfach hatte die Stadt unter Verwüstungen im Krieg zu leiden, darunter im Hussitenkrieg, in den Markgrafenkriegen und im Dreißigjährigen Krieg. Die direkte Nachbarschaft zum Markgraftum mit Sitz in Kulmbach (Plassenburg) wirkte sich vor allem nach dem Übertritt der Markgrafen zur Reformation negativ aus. Des Öfteren kam es zu Übergriffen.
Gegen Ende des 18. Jahrhunderts bestand Stadtsteinach aus 190 Anwesen. Das Hochgericht übte das bambergische Centamt Stadtsteinach aus. Die Dorf- und Gemeindeherrschaft hatte das Amt Stadtsteinach. Grundherren waren
- das Kastenamt Stadtsteinach (Amtshaus des Vogtes, 2 Beamtenhäuser, Fronveste, 2 Höfe, 8 Halbhöfe, 1 Gütlein, 4 Häuser, Hammermühle),
- der Bürgermeister und Rat zu Stadtsteinach (135 Häuser, 23 halbe Häuser, 2 Viertelhöflein, 1 Viertelgütlein, 1 Sägmühle, 1 Mühle, 2 Torhäuser, Armenhaus, Ziegelhütte, Hirtenhaus),
- die Pfarrei Stadtsteinach (Pfarrkirche, Pfarrhaus, Frühmesserhaus, Mesmerhaus, Schulhaus, 8 Häuser).[9]

Seit dem Reichsdeputationshauptschluss von 1802 gehört der Ort zu Bayern. Mit dem Gemeindeedikt wurde 1808 der Steuerdistrikt Stadtsteinach gebildet, zu dem Bergleshof, Deinhardsmühle, Hammermühle, Hochofen, Mittelhammer, Oberhammer und Ziegelhütte gehörten. 1811 entstand die Ruralgemeinde Stadtsteinach, die deckungsgleich mit dem Steuerdistrikt war. Sie war in Verwaltung und Gerichtsbarkeit dem Landgericht Stadtsteinach zugeordnet und in der Finanzverwaltung dem Rentamt Stadtsteinach (1919 in Finanzamt Stadtsteinach umbenannt). Ab 1862 gehörte Stadtsteinach zum Bezirksamt Stadtsteinach (1939 in Landkreis Stadtsteinach umbenannt). Die Gerichtsbarkeit blieb beim Landgericht Stadtsteinach (1879 in Amtsgericht Stadtsteinach umgewandelt). Die Gemeinde hatte ursprünglich eine Fläche von 13,417 km².

### 20. Jahrhundert
Im Jahr 1913 wurde die Stadt an den Bahnverkehr angeschlossen. Im Zweiten Weltkrieg blieb die Stadt unzerstört und wurde 1945 friedlich der einrückenden US-Armee übergeben. Zu Beginn der Bundesrepublik war sie für einige Jahrzehnte Garnisonsstadt, erst mit dem Bundesgrenzschutz, später mit der Bundeswehr. Am 1. Juli 1972 wurde anlässlich der Kreisgebietsreform der Landkreis Stadtsteinach aufgelöst.

### Eingemeindungen
Im Zuge der Gebietsreform in Bayern wurde am 1. April 1971 Gemeinden Triebenreuth, Vogtendorf und Zaubach (ohne Poppenholz) eingegliedert. Am 1. Januar 1974 kam der größte Teil der aufgelösten Gemeinde Schwand hinzu (ohne Braunersreuth, Kunreuth und Schöndorf).

### Einwohnerentwicklung
Im Zeitraum 1988 bis 2018 sank die Einwohnerzahl von 3420 auf 3138 um 282 bzw. um 8,3 %. Am 31. Dezember 1990 hatte Stadtsteinach 3559 Einwohner.
Gemeinde Stadtsteinach
| Jahr      | 1819   | 1840   | 1852   | 1861   | 1867   | 1871   | 1875   | 1880   | 1885   | 1890   | 1895   | 1900   | 1905   | 1910   | 1919   | 1925   | 1933   | 1939   | 1946   | 1950   | 1961   | 1970   | 1987   | 2007   | 2010   | 2015   | 2018   |
| Einwohner | 1201   | 1357   | 1375   | 1379   | 1466   | 1493   | 1492   | 1568   | 1579   | 1555   | 1498   | 1508   | 1502   | 1483   | 1513   | 1585   | 1853   | 1831   | 2524   | 2708   | 2958   | 2892   | 3481   | 3409   | 3309   | 3229   | 3138   |
| Häuser    |        |        |        |        |        | 237    |        |        | 245    | 249    |        | 240    |        |        |        | 261    |        |        |        | 340    | 440    |        | 888    |        |        | 993    | 1003   |
| Quelle    | [ 15 ] | [ 16 ] | [ 16 ] | [ 17 ] | [ 18 ] | [ 19 ] | [ 20 ] | [ 21 ] | [ 22 ] | [ 23 ] | [ 16 ] | [ 24 ] | [ 16 ] | [ 25 ] | [ 16 ] | [ 26 ] | [ 16 ] | [ 16 ] | [ 16 ] | [ 27 ] | [ 11 ] | [ 28 ] | [ 29 ] | [ 30 ] | [ 30 ] | [ 30 ] | [ 31 ] |

Ort Stadtsteinach
| Jahr      | 1818   | 1861   | 1871   | 1885   | 1900   | 1925   | 1950   | 1961   | 1970   | 1987   |
| Einwohner |        | 1306   | 1422   | 1490   | 1423   | 1518   | 2560   | 2816   | 2783   | 2561   |
| Häuser    | 186    |        |        | 235    | 229    | 250    | 320    | 418    |        | 643    |
| Quelle    | [ 10 ] | [ 17 ] | [ 19 ] | [ 22 ] | [ 24 ] | [ 26 ] | [ 27 ] | [ 11 ] | [ 28 ] | [ 29 ] |

## Religionen
Die Bevölkerung von Stadtsteinach ist mehrheitlich römisch-katholisch. Ab Mitte des 18. Jahrhunderts bis Anfang der 1970er Jahre war Stadtsteinach Sitz eines katholischen Archidiakonats, das dann nach Kulmbach verlegt wurde. Untersteinach ist eine Filialkirche der Pfarrei St. Michael. Stadtsteinach ist auch Sitz einer evangelisch-lutherischen Pfarrei.

## Politik

### Stadtrat
Der Stadtrat hat 16 Mitglieder. Zusätzlich gehört ihm der Erste Bürgermeister an. Die Kommunalwahl am 15. März 2020 führte zu folgendem Ergebnis:

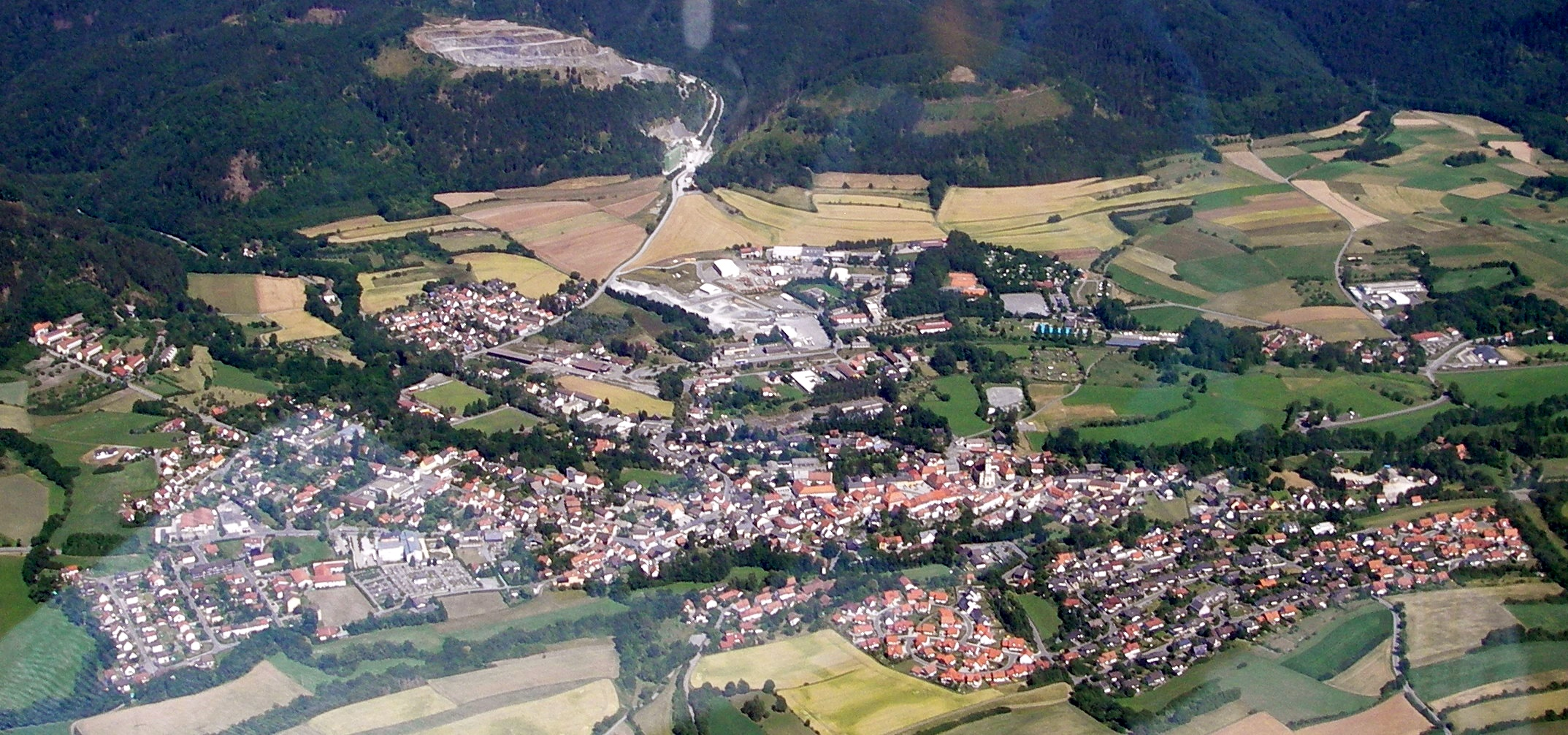
Luftbild von Stadtsteinach (2006)

| Partei / Liste                  | Stimmenanteil | Sitze |
| CSU                             | 40,6 %        | 7     |
| Freie Wähler Stadtsteinach      | 24,5 %        | 4     |
| SPD/Offene Liste                | 27,9 %        | 4     |
| BLS (Bunte Liste Stadtsteinach) | 7,1 %         | 1     |

### Bürgermeister
Erster Bürgermeister ist seit 2008 Roland Wolfrum (SPD), 2014 und 2020 wurde dieser wiedergewählt. Seine Vorgängerin war Anneliese von Ramin (CSU). Zweiter Bürgermeister ist seit
2020 Jonas Gleich (CSU).

### Wappen
| | Blasonierung: „In Gold ein mit einer silbernen Schrägleiste überdeckter, rot bewehrter schwarzer Löwe.“ |
| Wappenbegründung: Der Löwe war das Wappentier des Hochstifts Bamberg (vergleiche dazu die Wappen der Städte Zeil am Main in Unterfranken und Herzogenaurach in Mittelfranken). | |

### Städtepartnerschaften
Eine Partnerschaft besteht mit der Gemeinde Leutenberg in Thüringen.

## Kultur und Sehenswürdigkeiten

### Museen
Das Heimatmuseum gibt Auskunft über die bewegte Vergangenheit des Ortes. Es enthält auch eine urzeitliche Abteilung. Seit 1951 informiert ein Schaukasten über das Schicksal des katholischen Pazifisten Alfred Andreas Heiß aus dem Ortsteil Triebenreuth, der 1940 wegen Kriegsdienstverweigerung in Brandenburg-Görden ermordet wurde. In der Pfarrkirche erinnert auch eine Gedenktafel an ihn.

### Baudenkmäler
Der historische Stadtkern mit dem Gebäudeensemble um den Marktplatz steht unter Denkmalschutz.

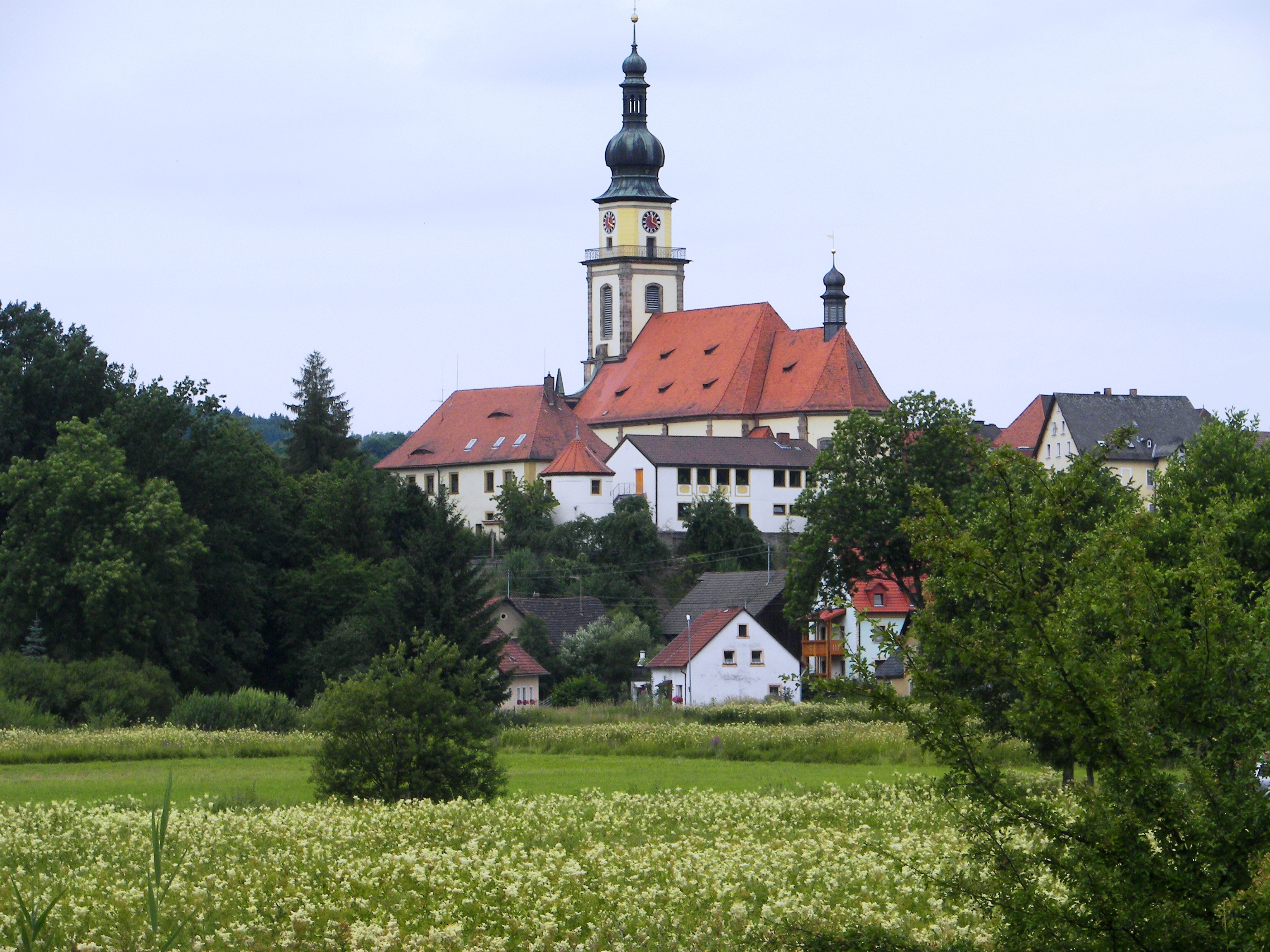
Kirche vom Freibad aus (2008)

Das Stadtbild wird dominiert von der katholischen Pfarrkirche St. Michael aus dem Jahr 1905. Sie ist der Nachfolgebau der 1903 abgebrannten Pfarrkirche und wurde im Stil des Neorokoko errichtet. In direkter Nähe befindet sich das älteste sakrale Gebäude der Stadt, die Marienkapelle. Sie lag vor der Stadtmauer und besitzt eine romanische Apsis.
Die sogenannte Fronveste in der Hauptstraße ist ein Barockbau aus der Zeit der fürstbischöflichen Herrschaft. Dort war ab 1525 der Verwaltungssitz des Amtes Stadtsteinach, später das Landratsamt. Heute befindet sich dort die Polizeiinspektion. Die Bedeutung der mittelalterlichen Wappensteine im Toreingang ist unklar. Über dem Toreingang wurde später das bayerische Wappen angebracht.
Die Stadtmauer ist noch in Teilen erhalten, vor allem in der Knollenstraße und am Kirchplatz. Erkennbar ist der teilweise doppelte Mauerring. Die drei Stadttore wurden im 19. Jahrhundert abgebrochen.
Im Stadtgebiet befinden sich mehrere Mühlen (u. a. Hammermühle, Deinhardsmühle); am Beginn der Steinachtals (Hochofen) steht die restaurierte Schneidmühle mit funktionstüchtigem Sägewerk, in der bis heute gearbeitet wird.

### Bodendenkmäler
Die Burgruine Nordeck im vorderen Steinachtal wurde 1151 erstmals urkundlich erwähnt und 1525 im deutschen Bauernkrieg zerstört. Sie ist frei zugänglich.
Der Ringwall Grünbürg auf dem gleichnamigen Berg war eine vermutlich karolingische Fluchtburg mit dreifachem Ringwall.

### Naturdenkmäler

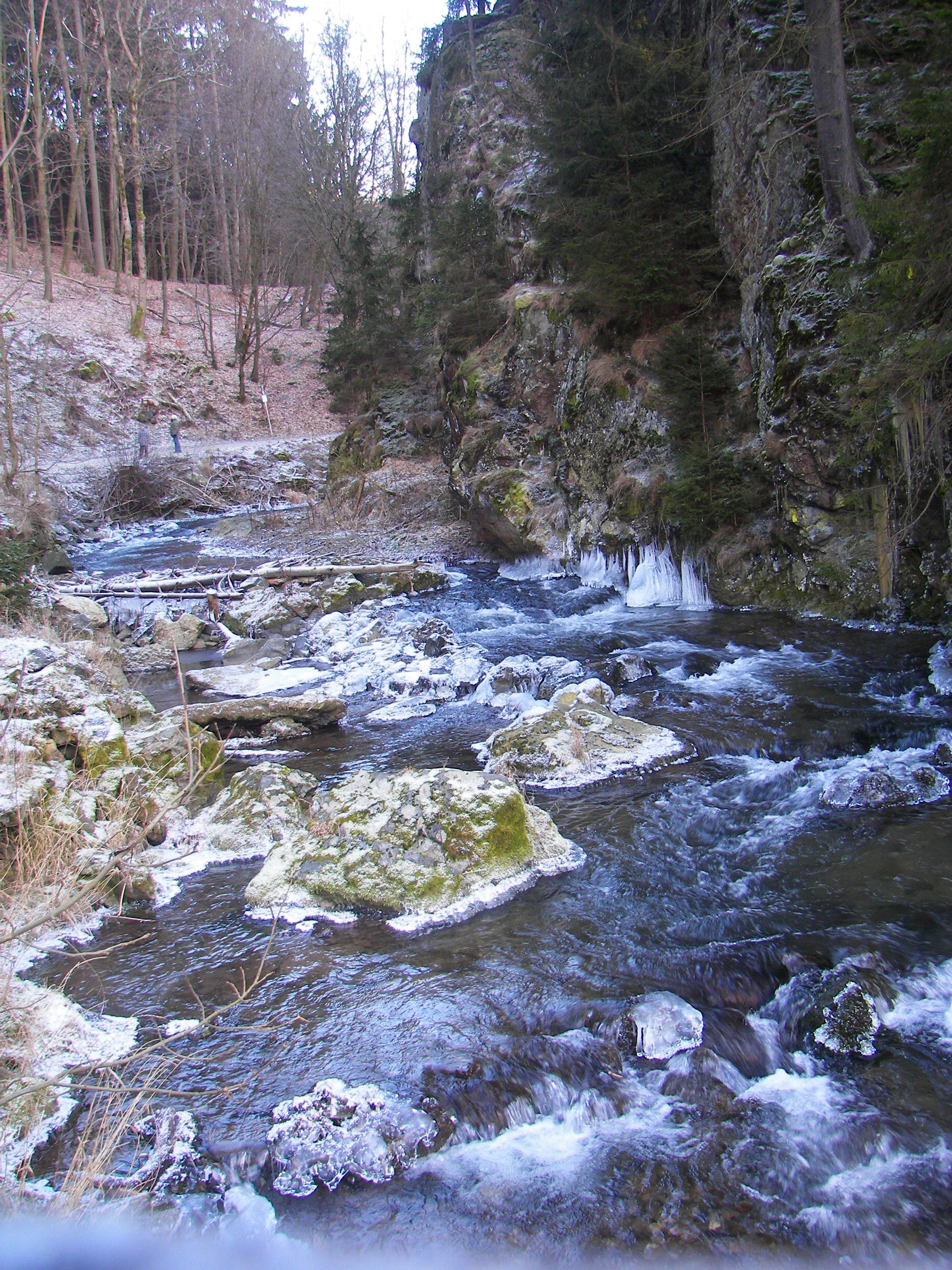
Steinachklamm im Winter (2009)

Die Steinachklamm im hinteren Steinachtal (etwa acht Kilometer) markiert den Durchbruch der Unteren Steinach. Sie gehört bereits zum Gemeindegebiet von Presseck.

### Baumdenkmal
Das Baumdenkmal für die Deutsche Einheit nahe der Steinachtalhalle wurde am 15. Juli 2022 gepflanzt.

### Regelmäßige Veranstaltungen
- Der Fränkische Stammtisch „Wer mooch ko kumma“ findet jeden 1. Freitag im Monat statt.
- Jeweils am Sonntag vor Faschingsdienstag findet ein großes Faschingstreiben in der Faschingshochburg Stadtsteinach statt.
- Am letzten Wochenende im Januar und am ersten Wochenende im Februar finden jährlich die vier Veranstaltungen des Schlappenfaschings-Teams der Zäunger Faschingsschlappen 1995 in Zaubach statt.
- Schützenfest: im September.
- Kirchweih: am zweiten Sonntag im Oktober.
- Bauernmarkt: jeden 1. und 3. Samstag im Monat in der Marktscheune / Knollenstraße.
- Seit 2017 findet am 3. Adventssamstag der Weihnachtsmarkt Stadtsteinacher Weihnachtszauber auf dem Festplatz in der Knollenstraße statt.
- Ebenfalls seit 2017 findet alle zwei Jahre das Stadtfest am Marktplatz statt, bei dem viele Vereine der Stadt eingebunden sind.
- Das Dîner en blanc findet jährlich im Juli am Marktplatz statt.
- Die Landjugend Zaubach veranstaltet immer am 3. Oktobersamstag ihren traditionellen Kirchweihtanz.

## Infrastruktur

### Verkehr

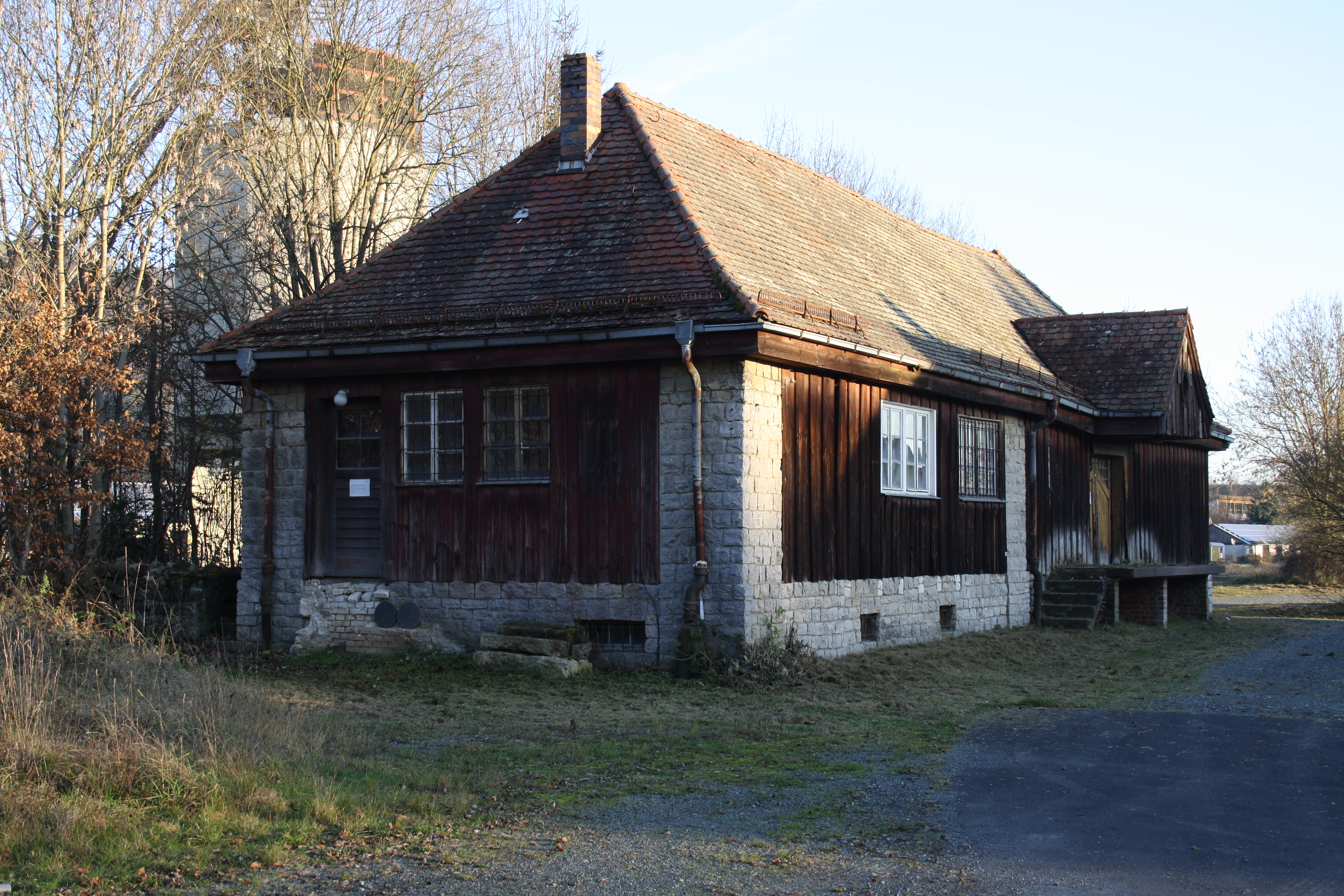
Bahnhofsgebäude

Mitten durch die Stadt führte bis 2021 die Bundesstraße 303 nach Untersteinach (4 km südöstlich) bzw. nach Rugendorf (5 km nordwestlich); am 12. November 2021 wurde die enge, kurven- und steigungsreiche Ortsdurchfahrt durch eine östliche Umgehungsstraße ersetzt. Von der B 303 zweigt bei Unterzaubach die Staatsstraße 2195 ab, die nach Presseck verläuft (7,5 km nordöstlich). Gemeindeverbindungsstraßen führen nach Baumgarten (3,1 km südwestlich), nach Triebenreuth (4,2 km nordöstlich) und nach Gumpersdorf (2,4 km südwestlich). Anliegerwege verbinden mit Frankenreuth (2,2 km nördlich) und mit Mittelhammer (1,3 km nördlich).
Die 1913 zur Abfuhr von Schotter für den Eisenbahnbau eröffnete Bahnstrecke Untersteinach–Stadtsteinach dient ausschließlich dem Güterverkehr. Nur zwischen 1943 und 1956 verkehrten von und nach Stadtsteinach auch Personenzüge. Der nächstgelegene Bahnhof ist Untersteinach in vier Kilometer Entfernung an der Bahnstrecke Bamberg–Hof.
Stadtsteinach besitzt einen Flugplatz, den es mit Kulmbach teilt. Durch Stadtsteinach verläuft der Fränkische Marienweg.

### Öffentliche Einrichtungen
- Campingplatz
- Forstamt
- Freiwillige Feuerwehr Stadtsteinach
- Hauptamtliche Rettungswache des BRK Kulmbach
- Krankenhaus (Fachklinik)
- Leihbücherei
- Polizeiinspektion
- solarbeheiztes Freibad
- Stadthalle mit Bundeskegelbahnen
- Tennisplätze und -halle

### Bildung
- Die Friedrich-Baur-Schule besteht aus Grund- und Hauptschule (Mittelschule). Sie beherbergt auch die Volkshochschule und die öffentliche Leihbücherei.
- Das Bayerische Rote Kreuz unterhält eine Berufsfachschule für Altenpflege und Altenpflegehilfe.

## Persönlichkeiten

### Ehrenbürger
- Johann Hart (1882–1967), katholischer Geistlicher
- Ferdinand Klopf (1895–1968), katholischer Geistlicher
- Herbert Hofmann (1936–2014), deutscher Politiker (CSU)
- Hans Bauerschmidt (1876–1968), Pädagoge, bayerischer Kultusbeamter und Fachautor

### Söhne und Töchter der Stadt
- Karl Burkart (1798–1851), Verwaltungsjurist
- Michael Schnabrich (1880–1939), deutscher Politiker (SPD) und Reichstagsabgeordneter in der Weimarer Republik (stimmte 1933 gegen das Ermächtigungsgesetz der Nationalsozialisten, gestorben infolge von Misshandlungen im Konzentrationslager Sachsenhausen)
- Friedrich Baur (1890–1965), gründete 1925 den Baur Versand in Altenkunstadt
- Wilhelm Weiß (1892–1950), Politiker (NSDAP), SA-Obergruppenführer sowie Chefredakteur des Völkischen Beobachters
- Heinrich Hager (1893–1941), Freikorpskämpfer, Politiker (NSDAP) und Gymnasiallehrer
- Alfred Andreas Heiß (1904–1940), religiös motivierter Gegner des NS-Regimes (im Zuchthaus Brandenburg hingerichtet)
- Werner Döll (1937–2005), Erster Bürgermeister von 1968 bis 1990
- Manfred Beetz (1941–2021), Germanist
- Klaus Peter Söllner (* 1956), deutscher Politiker der Freien Wähler (FW)
- Jörg Dittwar (* 1963), Fußballprofi des 1. FC Nürnberg von 1987 bis 1994 in der Ersten Bundesliga, vorher bei der SpVgg Bayreuth und beim TSV Stadtsteinach
- Simone Mathes (* 1975), mehrfache Deutsche Meisterin im Hammerwurf während der 1990er Jahre
- Silke Launert (* 1976), deutsche Politikerin (CSU)
- Christiane Knoll, deutsche Hörfunk- und Wissenschaftsjournalistin